# Direction générale de la Santé
Cet article concerne la direction générale de l'administration française. Pour le service administratif de la Commission européenne, voir Direction générale de la santé et des consommateurs.
Pour les articles homonymes, voir DGS.
La direction générale de la Santé (DGS) est l'une des directions du ministère de la Santé français, chargée de la préparation et de la mise en œuvre de la politique de santé publique, de la veille et de la sécurité sanitaire.
Le professeur des universités - praticien hospitalier Didier Lepelletier est le directeur général de la Santé depuis le 3 juillet 2025.

## Histoire
La direction de l'hygiène publique et celle de l'hygiène sociale fusionnent en 1956 pour devenir la direction générale de la Santé. Eugène Aujaleu en devient le premier directeur, chargé de l'ensemble des responsabilités administratives dans les domaines de l'hygiène publique et des hôpitaux.

## Missions
Ses missions sont fixées par l'article D1421-1 du code de la santé publique. Elle est chargée de préparer la politique de santé publique et de contribuer à sa mise en œuvre. Son action se poursuit à travers quatre grands objectifs :
- préserver et améliorer l’état de santé des citoyens ;
- protéger la population des menaces sanitaires ;
- garantir la qualité, la sécurité et l’égalité dans l’accès au système de santé ;
- mobiliser et coordonner les partenaires.

## Organisation
L'organisation de la direction est déterminée par des arrêtés, s'agissant des missions. Elle comprend :   
- un cabinet[4] ;
- le centre de crises sanitaires constitué de deux entités[5] :
  - la sous-direction « Pôle de préparation aux crises » ;
  - le « centre opérationnel de régulation et de réponse aux urgences sanitaires et sociales » (CORRUSS)[6].
- la sous-direction « Santé des populations et Prévention des maladies chroniques » ;
- la sous-direction « Politiques de santé et Qualité des pratiques et des soins » ;
- la sous-direction « Prévention des risques liés à l'environnement et à l'alimentation »[L 2],[Note 1] ;
- la sous-direction « Appui au pilotage et ressources » qui comprend un service « Affaires européennes, internationales et ultramarines »[4] ;
- un pôle de santé publique incluant la mission « Stratégie et Recherche »[4] ;
- la mission « Synthèse et coordination »[4] ;
- la mission « Information et Communication »[4].

Pour remplir ses missions, la DGS s'appuie sur les agences de sécurité sanitaires qui lui fournissent des avis et sur les hautes autorités :
- L'Agence de la biomédecine ;
- L'Agence nationale de sécurité sanitaire de l'alimentation, de l'environnement et du travail ;
- L'Agence nationale de sécurité du médicament et des produits de santé ;
- L'Établissement français du sang ;
- L'Institut national du cancer ;
- L'Institut de radioprotection et de sûreté nucléaire ;
- L'Agence nationale de santé publique ;
- Le Haut Conseil de la santé publique ;
- La Haute Autorité de santé ;
- L'Autorité de sûreté nucléaire ;
- L'Institut national de la santé et de la recherche médicale ;
- L'Agence nationale de recherches sur le sida et les hépatites virales.

La direction générale de la Santé établit des partenariats avec des associations et différents acteurs et organismes publics de santé.

## Direction générale
Le directeur général de la Santé est nommé par décret du président de la République. Il en est de même pour le directeur général adjoint qui le seconde. Le directeur général de la Santé, assisté par le directeur général adjoint, dirige et coordonne l'ensemble des sous-directions et missions énumérées ci-dessus. Il exerce également la fonction de haut fonctionnaire de défense et de sécurité adjoint, chargé de la défense et de la sécurité sanitaire,.

### Directeurs généraux de la Santé
- 1956-1964 : Eugène Aujaleu (1903-1990)[L 4] ;
- 1964-1966 : Pierre Robin[L 5] ;
- 1966-1970 : Pierre Boulenger (d) (1910-1985)[L 6] ;
- 1970-1974 : Pierre Charbonneau (1912-2011)[7],[L 7] ;
- 1975-1978 : Pierre Denoix (1912-1990)[7],[L 8] ;
- 1978-1980 : Jean-Charles Sournia (1917-2000)[L 9] ;
- 1980-1981 : Jean Choussat (1934-1998)[L 10] ;
- 1981-1986 : Jacques Roux (1923-2005)[L 11] ;
- 1986-1997 : Jean-François Girard (1944-)[L 12] ;
- 1997-2000 : Joël Ménard (1940-)[L 13],[Note 2] ;
- 2000-2003 : Lucien Abenhaim (1951-)[L 14],[Note 2] ;
- 2003-2005 : William Dab (1953-)[L 15],[Note 2] ;
- 2005-2011 : Didier Houssin (1949-)[L 16] ;
- 2011-2013 : Jean-Yves Grall (1956-)[L 17] ;
- 2013-2018 : Benoît Vallet (1958-)[L 18] ;
- 2018-2023 : Jérôme Salomon (1969-)[L 19],[Note 2] ;
- 2023-2023 : Christian Rabaud (1963-)[L 20],[Note 2] ;
- 2023-2025 : Grégory Emery[L 21],[Note 2] ;
- 2025-(en cours) : Didier Lepelletier[L 22],[Note 2].

### Directeurs généraux adjoints de la Santé
- 2008-2011 : Sophie Delaporte (1967-)[L 23] ;
- 2012-2014 : Marie-Christine Favrot (1952-)[L 24] ;
- 2014-2015 : Françoise Weber[L 25],[Note 3] ;
- 2015-2019 : Anne-Claire Amprou[L 26],[Note 3] ;
- 2019-2022 : Maurice-Pierre Planel[L 27] ;
- 2022-2023 : Grégory Emery (du 1er février au 20 septembre)[L 28] ;
- 2023-(en cours) : Sarah Sauneron (depuis le 21 décembre)[L 29],[Note 3].

## Chiffres-clés
- 308 agents fin 2015 dont 70 % de femmes contre 300 agents en 2016.
- Son budget 2016 était de 436 millions d'euros (contre 440 en 2015).
- 59 % du budget sont reversés aux agences nationales de sécurité sanitaire en 2016.
- 26 % aux Agences régionales de santé pour l'année 2016[8].
- 14,17 millions d'euros ont été versés aux associations en 2016[9].